# Enhydrosoma propinquum
Enhydrosoma propinquum is een eenoogkreeftjessoort uit de familie van de Cletodidae. De wetenschappelijke naam van de soort is voor het eerst geldig gepubliceerd in 1880 door Brady & Robertson D., in Brady.